# 谢志宇
谢志宇（1987年5月6日—），是一名已退役的中国足球运动员，司职前锋。

## 俱乐部生涯
2007年，谢志宇上调至中国足球超级联赛球队武汉光谷一线队，开始职业足球生涯。2007年3月18日，他在联赛第三轮武汉光谷0比0战平北京国安的比赛第48分钟替补受伤的维森特出场，上演职业生涯的联赛首秀，但他的表现一般，上场25分钟后又被邸佑换下。在2008赛季中，谢志宇逐渐成长为球队主力。7月2日，他在和成都谢菲联的比赛中射进职业生涯的首个进球。 但赛季中武汉队因为在9月27日对阵北京国安比赛中发生的李玮峰事件而选择退赛，最终只获得8次出场机会。
2009赛季，由于武汉光谷被取消了联赛资格，谢志宇转投另一支中超球队杭州绿城。 4月3日，他在联赛第三轮杭州绿城客场0比2不敌河南建业的比赛替补前锋萨基登场，第一次代表杭州绿城在正式比赛亮相。5月16日，他射进加盟球队的首个进球，帮助杭州绿城主场4比0大胜江苏舜天。在杭州绿城的几个赛季，谢志宇都是球队的半主力球员，每个赛季联赛登场都不超过15次，但登场的比赛基本都是以先发的身份出战。

## 退役
2014年，27岁的谢志宇选择退役，并自行创业投入餐饮行业。